# Lucas Bergvall
Lucas Erik Holger Bergvall (Stoccolma, 2 febbraio 2006) è un calciatore svedese, centrocampista del Tottenham e della nazionale svedese.

## Biografia
Suo fratello maggiore Theo, nato nel 2004, è anch'egli un calciatore professionista, di ruolo principalmente terzino destro.

## Carriera

### Club
Lucas Bergvall cresce nel settore giovanile del Brommapojkarna, con cui debutta nel 2021 in Ettan, il terzo livello del calcio svedese. Nel corso della stagione successiva, con il club promosso in Superettan, viene definitivamente inserito in prima squadra, così come il fratello Theo. Lucas realizza la sua prima rete ufficiale il 4 ottobre contro l'Öster. Anche in questo caso i rossoneri chiudono la stagione con una promozione, passando dunque dalla terza alla prima serie nazionale nel giro di due anni.

### Djurgården
Il 9 dicembre 2022 viene ufficializzato il suo trasferimento al Djurgården, club che il giorno stesso presenta anche il fratello Theo. Il 1º aprile 2023, in occasione della prima giornata dell'Allsvenskan 2023, debutta nella massima serie nell'incontro casalingo vinto 3-1 proprio contro il suo ex club. Il 30 settembre 2023 segna il suo primo gol in Allsvenskan con la rete del definitivo 1-0 all'82º minuto del match casalingo contro l'Halmstad.
L'11 ottobre 2023 viene inserito dal The Guardian nella lista dei migliori sessanta calciatori nati nel 2006. Chiude quel campionato con 2 reti in 25 presenze, 11 delle quali da titolare.
Il 2 febbraio 2024 viene acquistato dagli inglesi del Tottenham, con cui firma un contratto quinquennale con decorrenza dal 1º luglio seguente. Nel frattempo, fino alla data del trasferimento effettivo, continua a giocare nel Djurgården, disputando le prime dodici giornate dell'Allsvenskan 2024 durante le quali realizza 3 gol e fornisce 2 assist.

### Tottenham
Il 1º luglio 2024 diventa a tutti gli effetti un giocatore del Tottenham, per effetto della cessione annunciata in precedenza. Il successivo 19 agosto colleziona la sua prima presenza ufficiale in Premier League subentrando nel corso della prima giornata contro il Leicester City. Il 18 settembre seguente parte titolare per la prima volta, seppur in una gara di Coppa di Lega vinta contro il Coventry City. L'8 gennaio 2025 segna il suo primo gol ufficiale che consente alla sua squadra di vincere 1-0 contro il Liverpool nella semifinale di andata della stessa Coppa di Lega.

### Nazionale
Gioca nelle nazionali giovanili svedesi Under-17, Under-19 ed Under-21.
La prima partita in assoluto con la nazionale maggiore la disputa il 12 gennaio 2024 contro l'Estonia, anche se si trattava di un'amichevole con una rosa sperimentale formata da soli giocatori svedesi militanti nei campionati nordici. Il debutto con la nazionale maggiore vera e propria lo effettua il 5 settembre 2024 nella vittoriosa trasferta in Azerbaigian valida per la UEFA Nations League.

## Statistiche

### Presenze e reti nei club
Statistiche aggiornate al 27 aprile 2025.
| Stagione           | Squadra            | Campionato         | Campionato | Campionato | Coppe nazionali | Coppe nazionali | Coppe nazionali | Coppe continentali | Coppe continentali | Coppe continentali | Altre coppe | Altre coppe | Altre coppe | Totale | Totale | Totale |
| Stagione           | Squadra            | Comp               | Pres       | Reti       | Comp            | Pres            | Reti            | Comp               | Pres               | Reti               | Comp        | Pres        | Reti        | Pres   | Reti   |        |
| ------------------ | ------------------ | ------------------ | ---------- | ---------- | --------------- | --------------- | --------------- | ------------------ | ------------------ | ------------------ | ----------- | ----------- | ----------- | ------ | ------ | ------ |
| 2021               | Brommapojkarna     | D1                 | 1          | 0          | CS              | 0               | 0               |                    | -                  | -                  |             | -           | -           | 1      | 0      |        |
| 2022               | Brommapojkarna     | S1                 | 11         | 1          | CS              | 1               | 0               |                    | -                  | -                  |             | -           | -           | 12     | 1      |        |
| 2023               | Djurgården         | A                  | 25         | 2          | CS              | 3               | 1               | UECL               | 1                  | 0                  |             | -           | -           | 29     | 3      |        |
| 2024               | Djurgården         | A                  | 12         | 3          | CS              | 6               | 3               |                    | -                  | -                  |             | -           | -           | 18     | 6      |        |
| Totale Djurgårdens | Totale Djurgårdens | Totale Djurgårdens | 37         | 5          |                 | 9               | 4               |                    | 1                  | 0                  |             | -           | -           | 47     | 9      |        |
| 2024-2025          | Tottenham          | PL                 | 27         | 0          | FACup+CdL       | 2+4             | 0+1             | UEL                | 12                 | 0                  | -           | -           | -           | 45     | 1      |        |
| Totale carriera    | Totale carriera    | Totale carriera    | 76         | 6          |                 | 16              | 5               |                    | 13                 | 0                  |             | -           | -           | 105    | 11     |        |

### Cronologia presenze e reti in nazionale
| Cronologia completa delle presenze e delle reti in nazionale ― Svezia | Cronologia completa delle presenze e delle reti in nazionale ― Svezia | Cronologia completa delle presenze e delle reti in nazionale ― Svezia | Cronologia completa delle presenze e delle reti in nazionale ― Svezia | Cronologia completa delle presenze e delle reti in nazionale ― Svezia | Cronologia completa delle presenze e delle reti in nazionale ― Svezia | Cronologia completa delle presenze e delle reti in nazionale ― Svezia | Cronologia completa delle presenze e delle reti in nazionale ― Svezia |
| Data                                                                  | Città                                                                 | In casa                                                               | Risultato                                                             | Ospiti                                                                | Competizione                                                          | Reti                                                                  | Note                                                                  |
| --------------------------------------------------------------------- | --------------------------------------------------------------------- | --------------------------------------------------------------------- | --------------------------------------------------------------------- | --------------------------------------------------------------------- | --------------------------------------------------------------------- | --------------------------------------------------------------------- | --------------------------------------------------------------------- |
| 12-1-2024                                                             | Pafo                                                                  | Svezia                                                                | 2 – 1                                                                 | Estonia                                                               | Amichevole                                                            | -                                                                     | 59’                                                                   |
| 5-9-2024                                                              | Baku                                                                  | Azerbaigian                                                           | 1 – 3                                                                 | Svezia                                                                | UEFA Nations League 2024-2025 - 1º turno                              | -                                                                     | 72’                                                                   |
| 8-9-2024                                                              | Solna                                                                 | Svezia                                                                | 3 – 0                                                                 | Estonia                                                               | UEFA Nations League 2024-2025 - 1º turno                              | -                                                                     | 84’                                                                   |
| 19-11-2024                                                            | Solna                                                                 | Svezia                                                                | 6 – 0                                                                 | Azerbaigian                                                           | UEFA Nations League 2024-2025 - 1º turno                              | -                                                                     | 66’                                                                   |
| Totale                                                                |                                                                       | Presenze                                                              | 4                                                                     |                                                                       | Reti                                                                  | 0                                                                     |                                                                       |

## Palmarès

### Competizioni internazionali
- UEFA Europa League: 1

Tottenham: 2024-2025